# معادل مکانیکی گرما
در تاریخ علم، معادل مکانیکی گرما (انگلیسی: Mechanical equivalent of heat) بیانگر اینست که حرکت و گرما با یکدیگر قابل تعویض هستند و در هر صورت، مقدار معینی از کار همان مقدار گرما را تولید می‌کند، به شرطی که کار انجام شده کاملاً به انرژی گرما تبدیل شود. معادل مکانیکی گرما مفهومی بود که سهم مهمی در توسعه و پذیرش صرفه جویی در انرژی و استقرار علم ترمودینامیک در سدهٔ نوزدهم داشت.

## تاریخ و اختلاف اولویت

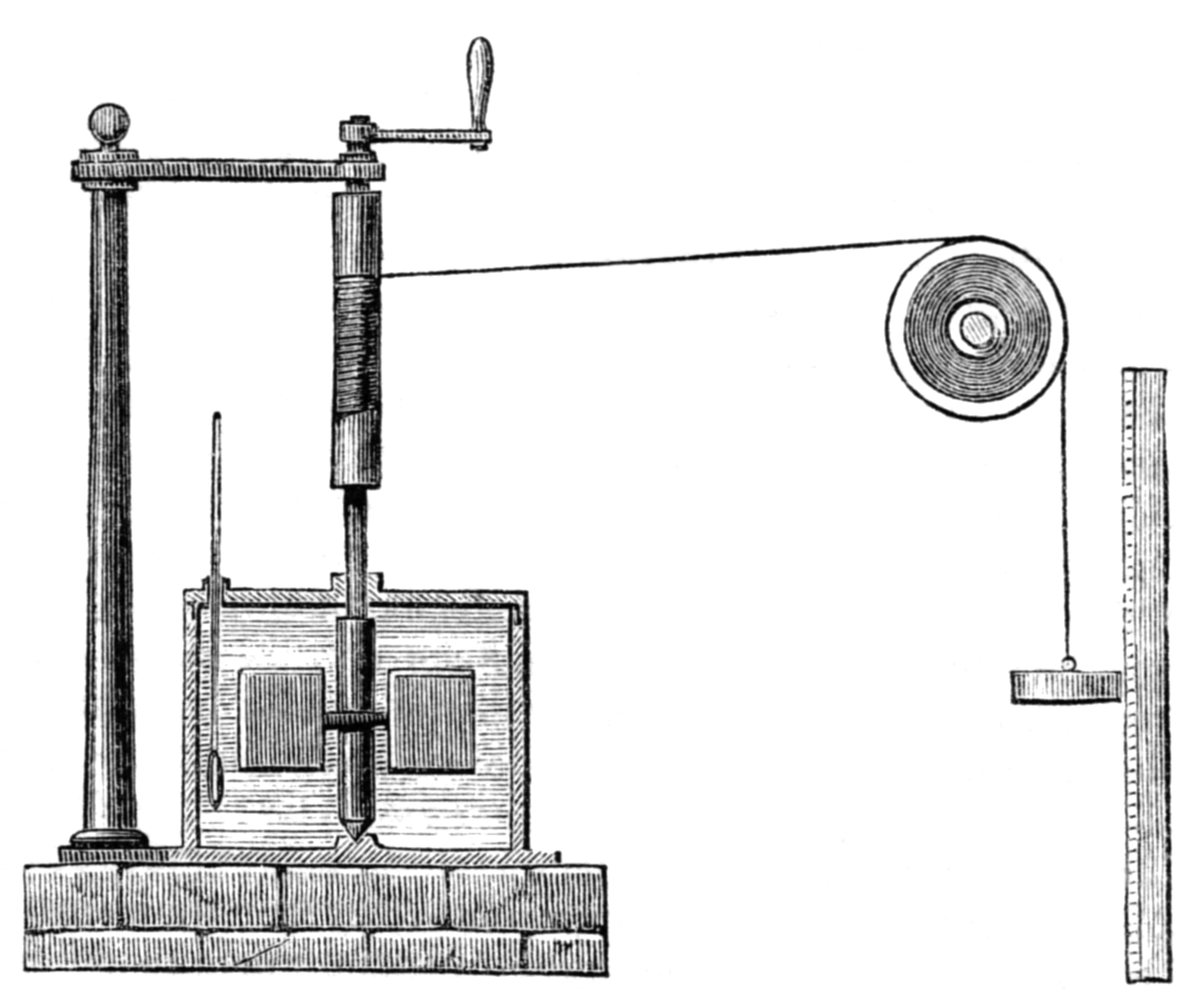
دستگاه ژول برای اندازه‌گیری معادل مکانیکی گرما که در آن نیروی «کار» وزنهٔ در حال سقوط به «گرمای» تحریک در آب تبدیل می‌شود.

بنجامین تامپسون، کنت رامفورد، معادل مکانیکی گرما را کشف کرد. او گرمای اصطکاکی تولید شده توسط توپ از کار افتاده‌ای را در زرادخانه مونیخ، آلمان حدود سال ۱۷۹۷ مشاهده کرد. او لولهٔ توپ را در آب غوطه ور کرد و با ابزار حفاری ویژه‌ای که برای ایجاد گرمای اصطکاکی در آن ترتیب داده بود نشان داد که آب می‌تواند تقریباً در مدت دو ساعت و نیم جوشانده شود و تأمین گرمای اصطکاکی ظاهراً پایان ناپذیر است.
وی بر اساس آزمایش‌های خود، "" "(تحقیق تجربی در مورد منبع گرما توسط اصطکاک هیجان‌آور است)" ""، (۱۷۹۸)، را در مجله علمی تبادلات فلسفی در جامعه سلطنتی  منتشر کرد.

## یادداشت
توجه شود که استفاده از اصطلاحاتی مانند کار، نیرو، انرژی، قدرت و … در سده‌های ۱۸ و ۱۹ توسط کاربران علمی لزوماً منعکس کنندهٔ استفادهٔ مدرن و استاندارد امروز از این واژه‌ها نیست.